# 1974 MA
1974 MA är en asteroid i huvudbältet som upptäcktes den 26 juni 1974 av den amerikanska astronomen Charles T. Kowal vid Palomar-observatoriet.
Den tillhör asteroidgruppen Apollo.